# Arlen López
Arlen López (21 de fevereiro de 1993) é um pugilista cubano. 

## Carreira
López também ganhou medalhas de ouro nos Jogos Pan-Americanos de 2015 e 2019, nos Jogos Centro-Americanos e do Caribe de 2014 e 2018 e no Campeonato Mundial de 2015.
López competiu na Rio 2016, na qual conquistou a medalha de ouro no peso médio. Foi novamente campeão olímpico em Tóquio 2020, dessa vez no meio-pesado, a derrotar Ben Whittaker na final. Na mesma categoria, conseguiu o bronze nos Jogos de 2024, em Paris.